# Фроловка (Киевская область)
Фроловка (укр. Фролівка) — село, входит в Мироновский район Киевской области Украины.
Население по переписи 2001 года составляло 170 человек. Почтовый индекс — 08831. Телефонный код — 4574. Занимает площадь 15,55 км².

## Местный совет
08830, Киевская обл., Мироновский р-н, с. Викторовка, ул. Ленина, 31.